# Ambo (distrikt i Etiopien)
Ambo är ett distrikt i Etiopien.   Det ligger i regionen Oromia, i den centrala delen av landet, 110 km väster om huvudstaden Addis Abeba.